# Corythophora rimosa
Corythophora rimosa är en tvåhjärtbladig växtart som beskrevs av William Antônio Rodrigues. Corythophora rimosa ingår i släktet Corythophora, och familjen Lecythidaceae.

## Underarter
Arten delas in i följande underarter:
- C. r. rimosa
- C. r. rubra